# Solenozophyllum monocentrum
Solenozophyllum monocentrum är en mångfotingart som beskrevs av Carl Graf Attems 1935. Solenozophyllum monocentrum ingår i släktet Solenozophyllum och familjen Odontopygidae. Inga underarter finns listade i Catalogue of Life.